# Lala (titolo)
Lala (persiano: لله, turco ottomano: لالا pr. Lālā) era un titolo turco e persiano (di origine persiana) che significa tutore e uomo di stato, usato nell'impero ottomano e in quello safavide.

## Storia
Nella tradizione ottomana, i lala erano gli uomini di stato esperti che erano stati assegnati come tutori dei giovani principi (in turco: Şehzade). Mentre erano ancora adolescenti, i principi erano inviati nelle province (sanjak) come governatori provinciali (in turco: sanjak bey). Essi erano accompagnati dai loro Lala, i quali li istruivano nell'arte dello stato. Lo scopo di questa pratica era di preparare i principi per il futuro dovere della reggenza. Più tardi, quando il principe veniva incoronato come sultano, il suo lala era di solito promosso al rango di visir. Fino al XIII sultano Mehmet III (fine del XVI secolo) tutti i sultani godevano di un periodo di governatorato provinciale prima del loro regno. Tuttavia, il 14 ° sultano Ahmed I (1603-1617), che fu intronizzato nei primi anni dell'adolescenza senza un periodo di governatorato provinciale, bandì questa pratica, Ciò significò la diminuzione dello status dei lala.

## Atabeg e lala
La pratica del lala era persino più antica dell'impero ottomano. Durante l'Impero Selgiuchide, gli statisti esperti che accompagnavano i principi erano chiamati Atabeg o Atabey (un titolo composito turco che significa antenato-signore). Tuttavia, l'impero dei Selgiuchidi era altamente feudale e spesso gli atabey usavano il proprio potere per attuare politiche separatiste ogni volta che sentivano una debolezza nell'autorità centrale. (come avvenne nei casi degli Eldiguzidi in Azerbaigian e degli Zengidi). L'Impero Ottomano, d'altra parte, era più centralista e quasi nessun lala cercò di seguire una politica separatista.

## Alcuni gran visir di origine lala
| Nome                           | Durata (come gran visir) | Allievo    |
| ------------------------------ | ------------------------ | ---------- |
| Beyazıd Pascià                 | 1413–1421                | Mehmet I   |
| Çandarlı (II) İbrahim Pascià   | 1498–1499                | Bayezid II |
| Lala Kara Mustafa Pascià       | 1580                     | Selim II   |
| Tekeli Lala Mehmet Pascià      | 1595                     | Mehmet III |
| Sokolluzade Lala Mehmed Pascià | 1604–1606                | Ahmed I    |